# Bateria da Laje da Peça

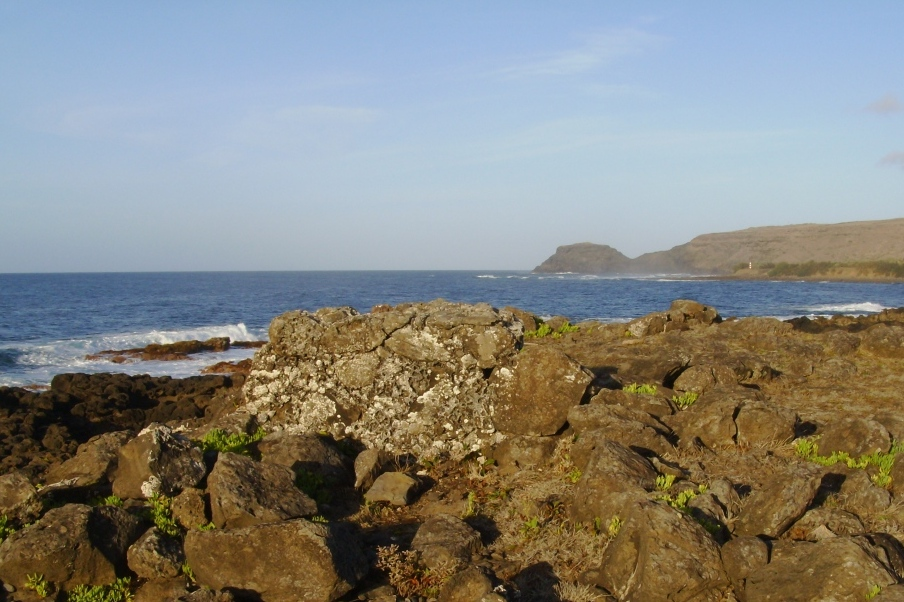
Bateria da Laje da Peça, ilha de Santa Maria. Ao fundo a baía dos Anjos.

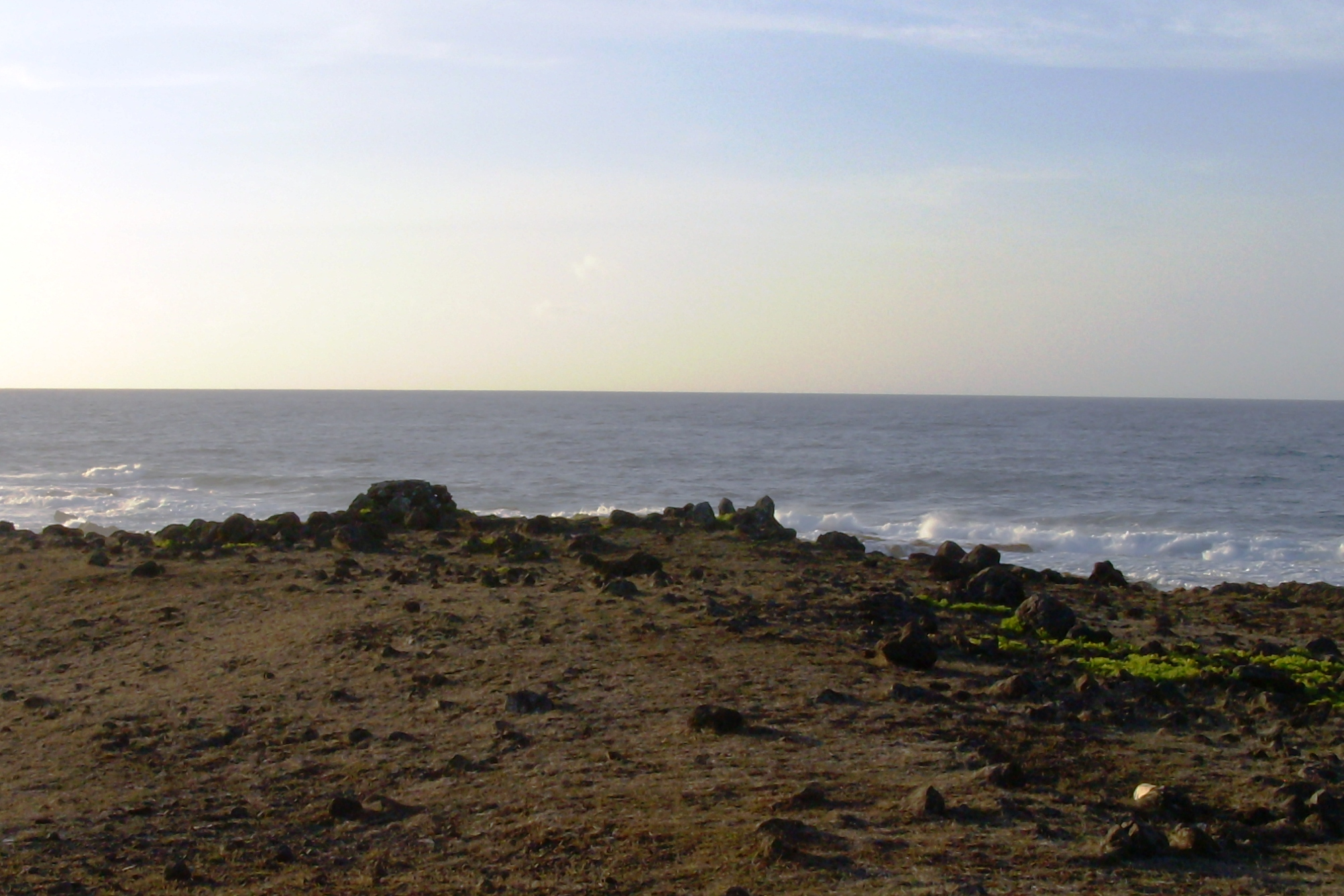
Bateria da Laje da Peça: panorâmica dos vestígios.

A Bateria da Laje da Peça localizava-se na freguesia de Vila do Porto, concelho de mesmo nome, na ilha de Santa Maria, nos Açores.
Erguia-se na ponta do Risco, aproximadamente a meio caminho entre a chamada "poça do carro" e a praia de Lobos.
Em posição dominante sobre este trecho do litoral, constituiu-se em uma bateria destinada à defesa deste ancoradouro contra os ataques de piratas e corsários, outrora frequentes nesta região do oceano Atlântico.

## História
FIGUEIREDO (1960) assim refere o local e a sua fortificação em 1815: "Este sítio [o lugar dos Anjos] era uma boa Caloira e ainda tem rasteiros de boas vinhas, tem um castello com seis peças e caza de vigia [Forte de Nossa Senhora da Praia dos Anjos], e um outro d'uma peça no porto onde se varam os barcos."
E mais adiante: "Segue-se a Praia dos Lobos onde está um pequeno Castelo d'uma pessoa. (Mais adiante fica o Castello)."
A "Relação" do marechal de campo Barão de Bastos em 1862 denomina-o "Forte da Lage" e informa que se encontra muito arruinado.